# Jan Cools (worstelaar)
Jan Albert Alice Cools (Antwerpen, 1 oktober 1918 - onbekend) was een Belgisch worstelaar. Hij nam tweemaal deel aan de Olympische Spelen.

## Biografie
In 1948 nam Cools bij de lichtgewichten deel aan de Olympische Spelen in Londen. Hij werd uitgeschakeld in de derde ronde van de vrije stijl. Vier jaar later nam hij opnieuw deel aan de Olympische Spelen in Helsinki. In de vrije stijl werd hij uitgeschakeld in de vierde ronde. In het Grieks-Romeins worstelen werd hij uitgeschakeld in de derde ronde. 
Cools werd coach worstelen vrije stijl.

## Erelijst
- 1948: 10e OS in Londen - vrije stijl lichtgewicht
- 1952: 8e OS in Helsinki - vrije stijl lichtgewicht
- 1952: 10e OS in Helsinki - Grieks-Romeinse stijl lichtgewicht